# Клуб лидеров
Клуб лидеров по продвижению инициатив бизнеса — ассоциация, созданная при поддержке Агентства стратегических инициатив (АСИ), объединяющая предпринимателей и топ-менеджеров из 40 регионов Российской Федерации. Основатель — Артём Аветисян. Штаб-квартира расположена в Москве по адресу: Большой Саввинский пер., 12, стр. 8 (этаж 2).
Клуб лидеров был основан 3 февраля 2012 года на заседании Наблюдательного совета Агентства стратегических инициатив (АСИ). Этому событию предшествовало открытое письмо более чем 50 предпринимателей, опубликованное в газете «Коммерсантъ». Инициатива бизнеса по его созданию была поддержана Владимиром Путиным.
Участие во встречах клуба регулярно принимал Андрей Белоусов. Журналисты Forbes называют его одним из покровителей Артема Аветисяна.

## Деятельность
Задача Клуба — выработка конкретных предложений по улучшению инвестиционного климата в РФ. Основная площадка для координации работы членов Клуба — Портал предпринимательских инициатив. Главный принцип в деятельности Клуба — быстрый формат обмена информацией.
Одно из приоритетных направлений Клуба — разработка и мониторинг дорожных карт, выработанных в рамках Национальной предпринимательской инициативы. С целью усовершенствования процедуры мониторинга Клуб привлекает к данной работе Всероссийский центр изучения общественного мнения (ВЦИОМ). 
За время работы Клуба его члены принимали участие в ключевых деловых форумах страны: IX и X Красноярском экономическом форуме, XVI Петербургском международном экономическом форуме, X Международном Инвестиционном форуме в Сочи и других, в рамках которых прошли встречи с Дмитрием Медведевым, а также известными политиками, общественными деятелями, представителями федеральных и региональных органов власти, руководителями государственных компаний, экспертами в различных областях.
Стать участником Клуба лидеров может любой гражданин РФ, владеющий бизнесом и имеющий не менее чем пятилетний опыт практической работы в своей профессиональной сфере.

## История
Весной 2012 года бизнесмены Шерзод Юсупов и Вячеслав Зыков зарегистрировали некоммерческую организацию «Клуб лидеров». Идея создать неформальное объединение для предпринимателей родилась, по словам Зыкова, во время дискуссий в АСИ, когда он сетовал на трудности, с которыми сталкиваются бизнесмены в России. Председателем «Клуба лидеров» стал Артём Аветисян.
Помимо бизнес-повестки резиденты клуба совершали различные совместные экспедиции. Каждая экспедиция сопровождалась определенной миссией. Например, в декабре 2014 года предприниматели «Клуба лидеров» отправились с экспедицией в Антарктиду с целью привлечения внимания к российским исследованиям материка и тестирования отечественного коммуникационного оборудования в экстремальных условиях, благодаря которому участникам экспедиции удалось провести прямой телемост с Президентом РФ. Это был первый в мире телемост «Антарктида — Москва».
В 2016 году состоялся «Первый Антарктический саммит предпринимателей», организованный объединением бизнесменов «Клуб лидеров» в котором приняло участие 106 владельцев и руководителей российских предприятий малого и среднего бизнеса. Они отправились на российскую станцию Беллинсгаузен для того, чтобы использовать свои технологические, финансовые и бизнес-возможности в помощь работающим там российским специалистам. Также целью было показать российским предпринимателям перспективы развития бизнеса, как вспомогательного для освоения Антарктиды.
В 2017 году врио губернатора Новгородской области Андрей Никитин обратился в «Клуб лидеров» с предложением о проведении реставрации Храма Святой Живоначальной Троицы, построенного великим русским полководцем Александром Суворовым в 1800 году в деревне Сопины Новгородской области. Участники клуба согласились. В день рождения генералиссимуса 24 ноября 2021 года работы по реставрации храма были завершены.
В 2021 году Клуб подписал соглашение с «Музеем военной истории» РВИО. Документ предусматривает сотрудничество сторон в области военно-патриотического воспитания граждан; повышения внимания к отечественной военной истории и противодействия попыткам её искажения, сохранения и популяризации российского военно-исторического наследия.

## Критика
В 2016 году банк BOC Russia (прежнее название Finvision, принадлежит Артёму Аветисяну) купил доли (по 4,99 %) в девяти компаниях, связанных с «Клубом лидеров», заплатив за них 5,4 млн рублей, — при этом выручка этих компаний по итогам 2016 года составляла 7,1 млрд рублей. Затем эти доли продали банку «Юниаструму» (принадлежит Артёму Аветисяну) за 1,6 млрд рублей. Из девяти компаний, доли которых перешли на баланс «Юниаструма» в эти месяцы, четыре связаны с Вячеславом Зыковым, еще две — контрагенты компаний Алексея Бакулина. Оба этих бизнесмена — участники «Клуба лидеров». Эти сделки стали предпосылкой к корпоративному конфликту между Артёмом Аветисяном и Baring Vostok.
В 2018 году аудиторы ЦБ сообщили, что 55 % корпоративного кредитного портфеля банка «Восточный» (более 20 млрд рублей, акционер — Артём Аветисян, в это же время претендовал на мажоритарную долю), приходилось на компании, связанные с Зыковым и Бакулиным.
В 2020 году «Московский комсомолец» в своём расследовании высказал предположение о необъективности главы «Клуба лидеров» Артёма Аветисяна. Они выяснили, что кредиты членам клуба выдавались через подконтрольные Аветисяну банки, что позволяло ему снизить риски и повысить процентную маржу. Например, такие кредиты получили Алексей Бакулин, Игорь Есин, Вячеслав Зыков, Данила Лебедев. При этом, отмечалось, что не все смогли обеспечить свои займы, некоторые из них погашались за счёт новых.